# Кенгуру короткокігтевий
Кенгуру короткокігтевий (Onychogalea fraenata) — вид родини Кенгурових. Ендемік Австралії. Зустрічається в невеликих відокремлених популяціях у Квінсленді та Новому Південному Уельсі. Проживає на краю евкаліптового лісу і рідких чагарників і трав. В природі зараз лишилося 400—700 особин.

## Опис
Кенгуру короткокігтевий чітко розпізнається, бо володіє білою «вуздечною» лінією, що йде від центру шиї по плечу, поза передпліччями по обидва боки тіла. Певного сезону розмноження не має і при хороших умовах самиці можуть виростити до трьох дитинчат на рік. Вагітність триває 21–26 діб. Народжується зазвичай одне маля, але трапляється, що й два. Вигодовування молоком триває 190—245 діб. Статева зрілість у самиць настає на 4.5–9 місяць, у самців теж на 9–14 місяць. Вага 4–6 кг, довжина голови й тіла 430—700 мм, хвоста 360—730 мм. Хутро м'яке, товсте, шовковисте. Один кенгуру короткокігтевий жив у неволі 7 років і 4 місяці.

## Загрози та охорона
У Квінсленді, конкуренція з вівцями і розчищення земель, здається, були найбільшими факторами зниження чисельності виду. У південній частині ареалу вид можливо конкурував із кролями. Лисиці здатні полювати на вид, особливо на молодь. У наш час (Lundie-Jenkins and Lowry 2005) відомий тільки по проживанню в охоронних територіях.

## Galerie

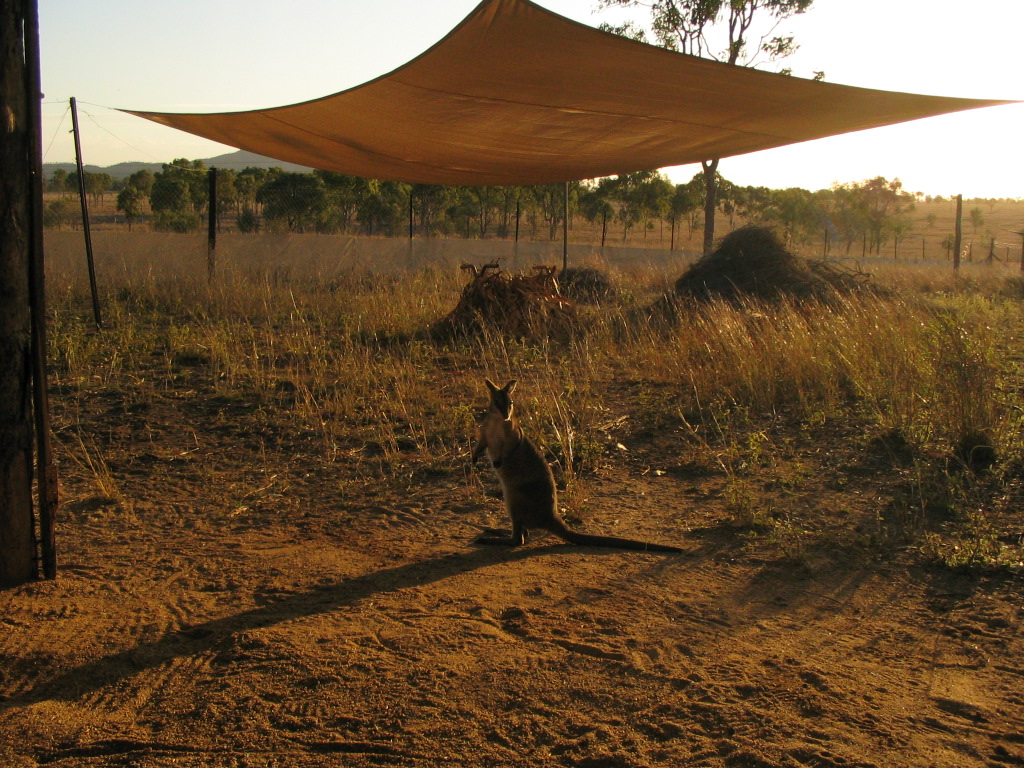